# Joan Leslie
Joan Leslie (26. januar 1925 - 12. oktober 2015) var en amerikansk filmskuespillerinde.